# Maria Duyst van Voorhout
Maria Duyst van Voorhout (Delft, 22 januari 1662 - Utrecht, 26 april 1754) stichtte de Fundatie van Renswoude, drie opleidingsinstituten voor begaafde weeskinderen. Zij was vrouwe van de heerlijkheid Moerkerken en Middelharnis, en na de dood van haar tweede echtgenoot ook van Renswoude.

## Familie
Maria was de dochter van Hendrik Duyst van Voorhout, burgemeester van Delft, en Cornelia Doublet. Haar moeder stierf toen ze drie was, haar vader toen ze twaalf was. Ze erfde een aanzienlijk vermogen van haar ouders en van haar grootouders.

## Levensloop
Ze trouwde in 1681 met mr. Dirk van Hoogeveen, die lid was van de Veertigraad van Leiden. Dirk stierf echter al in 1683. Twee jaar later hertrouwde Maria tegen de zin van haar grootmoeder met Frederik Adriaan van Reede van Renswoude, die schulden had. Binnen acht maanden kregen zij hun enige kind, Johanna Maria, maar het meisje stierf al na ongeveer 14 maanden.
In 1686 erfde Maria eveneens het vermogen van haar grootmoeder, maar zou er pas de beschikking over krijgen nadat haar tweede echtgenoot zou zijn overleden. Maria hield van het Haagse gezelschapsleven. Ze was lid van "De Haegsche Societeyt" en ze was bevriend met Anthonie van Leeuwenhoek. Tot 1730 woonden ze aan het Lange Voorhout in Den Haag. In 1730 was haar echtgenoot betrokken bij de Utrechtse homoseksuelenaffaire, waardoor hij kort het land moest verlaten, maar omdat hij in Renswoude zelf de hoogste rechter was, kon hij daar naar terugkeren. Daarna verhuisden ze naar Utrecht.
Op 12 december 1738 overleed haar man, waardoor Maria de beschikking kreeg over de erfenis van haar grootmoeder. Maria overleed in 1754 op 92-jarige leeftijd, en werd in de kerk in Renswoude begraven. Haar aandeel in de heerlijkheid Moerkerken liet zij na aan haar neef Francois Doublet en de heerlijkheid Renswoude aan de familie Taets van Amerongen.

## Fundatiën
In 1749 maakte Maria haar testament, waarin zij de weeshuizen van Utrecht, Delft en Den Haag als enige erfgenamen haar geld in gelijke delen naliet, onder de voorwaarde dat het geld besteed zou worden aan onderwijs voor begaafde wezen in technische beroepen, vooral beroepen die ten dienste van het land konden staan.
Conform haar laatste wens werden vanaf 1756 in Utrecht, Delft en Den Haag "Fundatiën" opgericht die het onderwijs ter hand namen. Door de tiërcering, die Napoleon in 1810 instelde, verloor de Fundatiën in het begin van de negentiende eeuw een belangrijk deel van het inkomen, waardoor de stichtingen in Delft en Den Haag moesten worden opgeheven. De stichting in Utrecht bleef langer bestaan. In het Fundatiehuis van Utrecht is op de schoorsteenmantel Maria's portret met zestien kwartieren nog te bezichtigen. De zalen en ruimtes van de Fundatie van Renswoude in Utrecht zijn ieder jaar toegankelijk voor publiek tijdens de jaarlijkse Open Monumentendag.